# 王三錫 (嘉靖乙丑浙江進士)
王三錫（1529年—？年），字懷國，號近暘，浙江金華府金華縣人，明朝政治人物。

## 生平
十一月二十五日生，治《詩經》，嘉靖三十一年（1552年）由府學生中式壬子科浙江鄉試第十三名舉人，嘉靖四十四年乙丑科第三甲第二十三名進士。礼部观政，本年六月授池州府推官，丁忧。隆慶三年（1569年）六月復除彰德府，五年五月升刑部主事，万历三年（1575年）八月升员外，十一月升郎中，七年四月调大名府通判，九年三月升建宁府同知，十年三月升常州知府，十三年九月致仕。

## 家族
曾祖王瓊，壽官；祖王重，歲貢生；父王訪；母馮氏。具慶下。
行六，兄子美（陰陽正術）；一陽；汝高；汝安（省祭）；二雅，弟五美；六與；七教；八元；子實；九儀；十翼。
妻章氏，繼妻石氏。子家栋、家棐、家楫。